# Чорна оксамитова сукня
«Чорна оксамитова сукня» — драматична стрічка, знята на основі однойменного роману Кетрін Куксон.

## Сюжет
Вдова з трьома дітьми наймається на роботу до колишнього вчителя Персіваля Міллера. Він дуже уважний до нової домогосподарки, дарує їй сукню із чорного оксамиту, навчає її дітей. Коли з'ясовуються істинні причини такої турботи, жінка збирається покинути будинок. Але господар не відпускає її навіть після смерті, бо залишає у спадок будинок, за умови, що Ріа ніколи не вийде заміж.

## У ролях
| Актор                | Роль               |
| -------------------- | ------------------ |
| Джанет Мактір        | Ріа Міллікан       |
| Джеральдін Сомервіль | Бідді Міллікан     |
| Боб Пек              | Персіваль Міллер   |
| Крістофер Бенджамін  | Ентоні Галлмінгтон |
| Джин Андерсон        | мадам Галлмінгтон  |
| Брендан П. Гілі      | Тол Брістон        |
| Венді Вільямс        | Грейс Галлмінгтон  |
| Девід Гант           | Лоренс Галлмінгтон |
| Джонатан Ферт        | Пол Галлмінгтон    |
| Луїза Ломбард        | Люсі Галлмінгтон   |

## Створення фільму

### Виробництво
Зйомки фільму проходили в Даремі та Нортумберленді, Англія, Велика Британія.

### Знімальна група
- Кінорежисер — Норман Стоун
- Сценарист — Гордон Ганн
- Виконавчі продюсери — Майкл Чаплін, Рей Маршалл
- Композитор — Карл Девіс
- Кінооператор — Кен Вестбері
- Кіномонтаж — Джон Мак-Доннелл
- Художник-постановник — Ешлі Вілкінсон
- Артдиректор — Тім Путтнем
- Художник по костюмах — Дельфіна Роше-Гордон
- Підбір акторів — Сюзі Браффін[1].

## Сприйняття

### Критика
Фільм отримав змішані відгуки. На сайті Rotten Tomatoes оцінка стрічки становить 50 % від глядачів із середньою оцінкою 3,2/5 (296 голосів). Фільму зарахований "«розсипаний попкорн» від глядачів, Internet Movie Database — 7,1/10 (360 голосів).

### Номінації та нагороди
| Нагороди та номінації фільму «Чорна оксамитова сукня» | Нагороди та номінації фільму «Чорна оксамитова сукня» | Нагороди та номінації фільму «Чорна оксамитова сукня» | Нагороди та номінації фільму «Чорна оксамитова сукня»                                  | Нагороди та номінації фільму «Чорна оксамитова сукня» | Нагороди та номінації фільму «Чорна оксамитова сукня» |
| Рік                                                   | Кінофестиваль/кінопремія                              | Категорія/нагорода                                    | Номінант                                                                               | Результат                                             |                                                       |
| ----------------------------------------------------- | ----------------------------------------------------- | ----------------------------------------------------- | -------------------------------------------------------------------------------------- | ----------------------------------------------------- | ----------------------------------------------------- |
| 1991                                                  | Міжнародна нагорода «Еммі»                            | Найкращий драматичний фільм                           | «Чорна оксамитова сукня»                                                               | Перемога                                              |                                                       |
| 1991                                                  | Нью-Йоркські фестивалі                                | Золота медаль                                         | World Wide International Television, Tyne Tees Television, Portman Entertainment Group | Перемога                                              |                                                       |
| 1991                                                  | Нью-Йоркські фестивалі                                | Гран-прі                                              | World Wide International Television, Tyne Tees Television                              | Перемога                                              |                                                       |